# Lester Dragstedt
Lester Reynold Dragstedt (Anaconda, 2 de octubre de 1893-Elk Lake, 16 de julio de 1975) fue un cirujano estadounidense, conocido por haber separado exitosamente a dos siameses. Hay fuentes que lo citan como el primero en hacerlo. Llegó a ser nacionalmente conocido, y una autoridad destacada en úlceras y cirugía neurogástrica.

## Primeros años y educación
Lester Reynold Dragstedt nació en Anaconda, Montana, de padres que eran emigrantes suecos. Su hermano menor, Carl Albert, también se volvió doctor y cirujano. En su juventud, su padre lo alentó a memorizar poesía incluyendo pasajes de la Biblia y fragmentos de discursos famosos. Él fue valedictorian de su high school y se le ofreció una beca para escuelas que incluían a la Universidad de Chicago. El fisiólogo sueco Anton Julius Carlson fue un amigo por mucho tiempo de los Dragstedt; fue ministro luterano local pero comenzó a dar clases de fisiología en la Universidad de Chicago, y animó a los Dragstedts para "enviar al muchacho a Chicago. Ellos averiguarán en tres meses si acaso tiene sesos, y si no, pueden traerlo de regreso a Anaconda y ponerlo a trabajar en la fundidora de cobre". Al comienzo, Dragstedt pensó en volverse físico después de escuchar las conferencias de Robert Andrews Millikan, pero tuvo más influencia hacia el campo médico al saber del trabajo de Iván Pávlov y Michel Latarjet. Sin embargo, fue especialmente influenciado por A. J. Carlson, a quien consideró como un mentor y consejero a lo largo de su carrera, y Dragstedt dedicó entonces sus estudios a la fisiología. Dragstedt se volvió un talentoso cirujano después de practicar con animales y fue atraído a estudiar cirugía, pero él sintió que la fisiología tenía "una mayor promesa para logros innovadores".
Estudió primero en la Universidad de Chicago, donde recibió su grado de Bachelor of Science en 1915, maestría en Fisiología en 1916, doctorado en Fisiología en 1920 y finalmente doctor en Medicina el año siguiente. In 1918 conoció a Gladys Shoesmith, una estudiante en Iowa y se casó con ella en 1922. En 1916, comenzó como fisiólogo e instructor de farmacología en la Universidad de Iowa antes de regresar en 1919, después de servir en la milicia durante la Primera Guerra Mundial. Mientras estaba en la Universidad de Chicago, trabajó brevemente como profesor en la Universidad Northwestern en 1923.
En 1925, como un Rockefeller Fellow, Dragstedt viajó al extranjero, donde su hija Charlotte nació; entre sus destinos estuvieron París, para estudiar en la clínica de Fritz de Quervain; Viena, con Anton Eiselsberg y en el Hospital general de Viena con Jakob Erdheim; y finalmente Budapest, con Eugen Pólya y en el Hospital St. Rochus con Hümer Hültl. Pagó a cada profesor 150 dólares al mes y regresó a los Estados Unidos donde fue reclutado en 1926 por Dallas B. Phemister, para ayudar a diseñar nuevas instalaciones de investigación para la Universidad de Chicago. Después de esto, fue promovido a profesor asociado de cirugía, reemplazó finalmente a Phemister como director en 1947, y mantuvo esta posición hasta su retiro en 1959 cuando se volvió profesor emérito.

### Entrenamiento militar y cuestiones de salud
En una carta de 1971, Dragstedt habló sobre su tiempo en la milicia, diciendo que fue a Washington D. C. después de dejar Iowa para estudiar vacunas para la tifoidea en la Army Medical School con Edward Bright Vedder. Después de cansarse de sus actividades, se transfirió a Fort Leavenworth y posteriormente a Yale con Milton Winternitz y luego a Camp Merritt, a lo que llamó "mi mejor experiencia en el ejército", en donde realizaría autopsias todo el día por aproximadamente ocho meses. Sin embargo, contrajo tuberculosis y pasó nueve meses en un sanatorio de tuberculosis en Arizona, y después tuvo un examen del tracto urinario. El cirujano Herman Kretschmer encontró que Dragstedt tenía un riñón con tuberculosis unilateral que requería una nefrectomía, y tanto él como Carl, el hermano de Lester, realizaron la cirugía. En 1927, Dragstedt sobrevivió también a un ataque severo de fiebre tifoidea, el cual causó que perdiera 23 kg. También tuvo problemas de audición durante toda su vida.

## Carrera profesional
En 1936, fue uno de tres doctores del Departamento de Bacteriología, Cirugía y Medicina de la Universidad de Chicago en descubrir un nuevo germen, la causa aparente de la colitis ulcerosa.
Fue reconocido particularmente por sus contribuciones al tratamiento del páncreas, paratiroides y enfermedades del estómago. Él dio origen a la ileostomía de injerto en piel en el tratamiento de la colitis ulcerosa.
Desarrolló un nuevo procedimiento quirúrgico (vagotomía) para úlceras duodenales. Fue un cirujano respetado y renombrado por su trabajo sobre úlceras gástricas y duodenales y su trabajo fue documentado en más de 360 artículos publicados en varias revistas médicas.
En 1950, él y su equipo en la Universidad de Chicago descubrieron un nuevo órgano en el estómago, el antrum, que puede jugar un papel importante en la causa de las úlceras. La gastrina y secreciones estomacales estimulan el flujo de jugos gástricos y causan que el estómago se "digiera" a sí mismo, causando las úlceras. El equipo descubrió esto mientras trabajaba con perros y publicó sus hallazgos en la Society for Experimental Biology. Encontraron que la remoción del antrum reducía notablemente el flujo de jugos gástricos. Ese mismo año, mientras estaba en la Universidad de Chicago, Dragstedt dirigió un programa donde la música era mezclada con anestesia para ayudar a calmar a los pacientes.
Él consideró a su técnica de vagotomía como "la contribución más importante de su carrera". En una entrevista de 1971, él reveló que siempre creyó que "el conocimiento es el legado más importante que una generación puede dejar a la siguiente", y cuando preguntó una vez a sus compañeros cuánto tiempo la Tierra estaría habitada, y ellos respondieron que dos mil millones de años, él escogió la enseñanza como profesión, para ayudar a seguir beneficiando a la humanidad.
Después de su retiro en Chicago, se mudó a Florida donde se volvió un fisiólogo de tiempo completo y profesor investigador en la University of Florida College of Medicine hasta su muerte debida a un ataque al corazón en 1975, en su casa del lago cerca de Elk Lake, Míchigan. Fue también presidente de la National Society for Medical Research. De 1964 a 1965, fue profesor visitante en la Marquette University Medical School (ahora Medical College of Wisconsin). Su esposa, Gladys, murió dos años después que él y les sobrevivieron sus hijos Charlotte, Carol, Lester R. II, también cirujano en Iowa, y John Albert.

## Legado
Desde 1977, el Departamento de Cirugía del Colegio de Medicina de la UF ha llevado a cabo los simposios anuales Lester R. Dragstedt, nombrados así en su honor. El premio "Lester R. Dragstedt Physician Scientist Award" fue también llamado así en su memoria.

## Honores y distinciones
Grados
- 1915 B.S., Universidad de Chicago
- 1916 M.S., Universidad de Chicago
- 1920 Ph.D., Universidad de Chicago
- 1921 M.D., Rush Medical College, Chicago

Grados honorarios
- 1953 Doctor honoris causa, Universidad de Guadalajara, México
- 1959 Docteur honoris causa, Universidad de Lyon, Francia
- 1969 Sc.D., Universidad de la Florida, Gainesville
- 1973 Doctor honoris causa, Universidad de Upsala, Upsala, Suecia

## Carrera
Puestos universitarios
- 1916 Asistente, Departamento de Fisiología, Universidad de Chicago
- 1916–1917 Instructor, farmacología, Universidad de Iowa
- 1917–1919 Profesor asistente de fisiología, Universidad de Iowa
- 1920–1923 Profesor asistente de fisiología, Universidad de Chicago
- 1923–1925 Profesor y jefe del Departamento de Fisiología y Farmacología, Universidad Northwestern
- 1925–1930 Profesor asociado de cirugía, Universidad de Chicago
- 1930–1948 Profesor de cirugía, Universidad de Chicago
- 1948–1959 Profesor de Servicio Distinguido Thomas D. Jones de Cirugía y presidente del Departamento de Cirugía, Universidad de Chicago
- 1959–1975 Profesor investigador de cirugía, Universidad de la Florida, Gainesville

## Membresía de organizaciones y sociedades
Organizaciones y sociedades estadounidenses
- Academia Nacional de Ciencias de Estados Unidos
- Phi Beta Kappa
- Sigma Xi
- Alpha Omega Alpha
- Asociación Estadounidense para el Avance de la Ciencia
- American Physiological Society
- Society for Experimental Biology and Medicine
- American Surgical Association
- American Society for Clinical Surgery
- American Gastroenterological Association
- American College of Physicians
- American College of Surgeons
- Asociación Médica Estadounidense
- Central Surgical Society
- Instituto de Medicina de Chicago
- Academia Estadounidense de las Artes y las Ciencias
- Miembro Honorario de las Sociedades Quirúrgicas de Seattle, Los Ángeles, Detroit, Minneapolis, Southern California, Cirujanos Graduados de Los Ángeles, y Boston

Membresías honorarias en organizaciones y sociedades extranjeras
- Sociedad Quirúrgica de Lyon
- Sociedad Quirúrgica de París
- Sociedad Quirúrgica Sueca
- Sociedad Argentina de Gastroenterología
- Miembro del Royal College of Physicians and Surgeons of Canada
- Miembro del Royal College of Surgeons of England
- Academia Nacional de Medicina de México
- Academia Real de Artes y Ciencias de Upsala, Suecia (Miembro Extranjero Correspondiente)
- Academia de Cirugía de Francia
- Asociación de Gastroenterologistas Mexicanos

## Honores y premios
Honores y premios estadounidenses
- 1945 Medalla de plata de la Asociación Médica Estadounidense por investigación original
- 1946 Medalla de oro de la Sociedad Médica Estatal de Illinois por investigación original
- 1950 Medalla de oro de la Asociación Médica Estadounidense por investigación original
- 1961 Premio Samuel D. Gross de la Academia de Cirugía de Filadelfia[28][29]
- 1963 Premio al Servicio Distinguido de la Asociación Médica Estadounidense por investigación, enseñanza, y práctica quirúrgica[30]
- 1964 Medalla Julius Friedenwald de la American Gastroenterological Association por "Logro Destacado en Gastroenterología"
- 1964 Golden Plate de la Academy of Achievement
- 1964 Medalla Henry Jacob Bigelow de la Sociedad Quirúrgica de Boston por "Contribuciones al Avance de la Cirugía"
- 1965 Premio anual de la Fundación de Investigación Gastrointestinal
- 1969 Premio al Servicio Distinguido (el primero) y medalla de oro de la Asociación Quirúrgica Estadounidense

Honores y premios extranjeros
- 1953 Profesor honorario de cirugía en la Universidad de Guadalajara, México
- 1965 Medalla de oro de la Sociedad Quirúrgica de Malmö, Suecia
- 1967 Orden de la Estrella Polar de Suecia,[10] otorgada por el rey de Suecia, por "Contribuciones Destacadas a la Ciencia de la Cirugía"
- 1969 Placa de plata del Instituto de Enfermedades Digestivas y Nutrición de la Ciudad de México
- 1969 Placa de plata de la Asociación de Gastroenterólogos Mexicanos